# Unione Sportiva Lucchese Libertas 1964-1965
Questa pagina raccoglie le informazioni riguardanti l'Unione Sportiva Lucchese Libertas nelle competizioni ufficiali della stagione 1964-1965.

## Rosa
| N. |                   | Ruolo | Calciatore           |
| -- | ----------------- | ----- | -------------------- |
|    | Italia (bandiera) | C     | Andrea Agnoletto     |
|    | Italia (bandiera) | D     | Auro Enzo Basiliani  |
|    | Italia (bandiera) | C     | Giuseppe Brognoli    |
|    | Italia (bandiera) | A     | Luigi Buglioni       |
|    | Italia (bandiera) | A     | Umberto Campioli     |
|    | Italia (bandiera) | C     | Mario Conti          |
|    | Italia (bandiera) | A     | Giuseppe Errichiello |
|    | Italia (bandiera) | C     | Giuseppe Fiaschi     |
|    | Italia (bandiera) |       | Flussi               |
|    | Italia (bandiera) | C     | Fabrizio Giovannetti |

| N. |                   | Ruolo | Calciatore           |
| -- | ----------------- | ----- | -------------------- |
|    | Italia (bandiera) | C     | Ettore Mannucci      |
|    | Italia (bandiera) | C     | Pierpaolo Manservisi |
|    | Italia (bandiera) | C     | Martino Michelini    |
|    | Italia (bandiera) | A     | Angelo Orsi          |
|    | Italia (bandiera) | P     | Luciano Panetti      |
|    | Italia (bandiera) | D     | Aldo Pedretti        |
|    | Italia (bandiera) | C     | Francesco Pozzobon   |
|    | Italia (bandiera) | C     | Giuliano Ratti       |
|    | Italia (bandiera) | C     | Gabriele Scappi      |
|    | Italia (bandiera) | P     | Gennaro Tassini      |